# FamilyMart

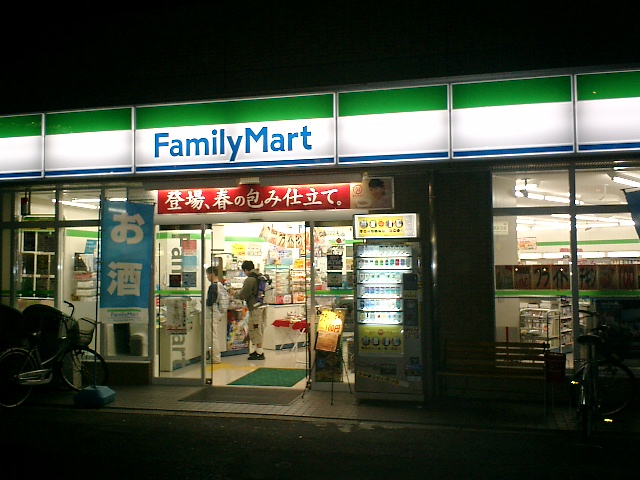
Een filiaal in Ōsaka

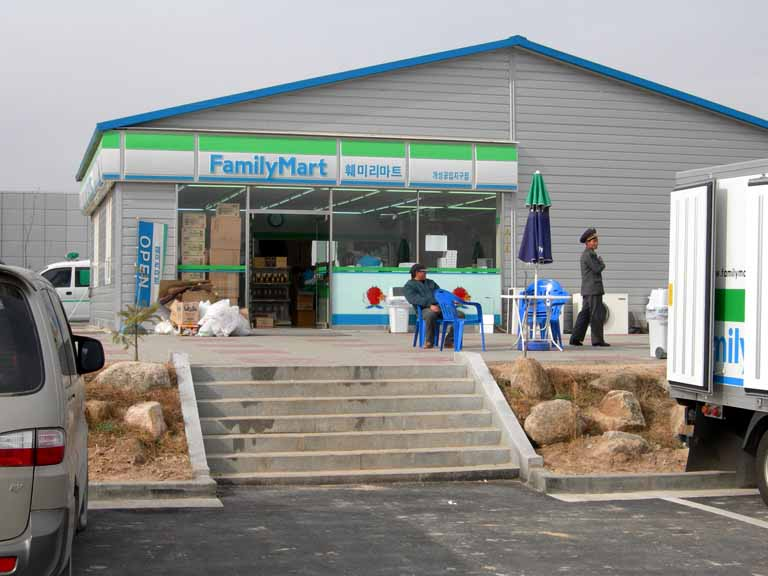
Een filiaal in Kaesŏng, Noord-Korea

FamilyMart (Japans: 株式会社ファミリーマート, Kabushiki gaisha Famirī Māto, Engels: FamilyMart Co., Ltd.) is een Japanse winkelketen in gemakswinkels.
FamilyMart is naast 7-Eleven en Lawson een van de drie grootste konbini-ketens in Japan, en daarnaast de voormalig grootste in Zuid-Korea (onder de naam CU). In Japan staat de keten ook bekend onder de afkorting Famima.

## Geschiedenis
FamilyMart werd op 1 september 1981 opgericht. Binnen een paar jaar steeg het aantal winkels gestaag. In 1986 waren er al 1000 supermarkten in Japan. In 1988 opende de eerste winkel in Taipei. Vervolgens opende in 1990 het eerste filiaal in Seoul. In de daaropvolgende jaren breidde het bedrijf zich nog verder uit. Ten slotte werd in 2005 het eerste filiaal in de Verenigde Staten geopend. In de VS werd de naam Famima! gehanteerd, maar deze dochteronderneming is inmiddels niet meer actief.
In maart 2010 nam FamilyMart 1107 winkels van de keten am/pm compleet over en verbouwde ze grotendeels tot FamilyMart-winkels. 374 voormalige am/pm winkels sloten.

## Filialen wereldwijd
In februari 2012 waren er wereldwijd 20.079 filialen van FamilyMart of Famima!. FamilyMart Co., Ltd. heeft een aantal dochterondernemingen die filialen in de verschillende landen bedienen. FamilyMart was anno 2012 in 7 landen gevestigd.
Een overzicht:
- Japan: 8834
- Zuid-Korea: 6910
- Taiwan: 2809
- Thailand: 687
- China: 813
- Verenigde Staten: 8
- Vietnam: 18

Bovendien zijn er Zuid-Koreaanse franchisenemers die een aantal winkels in Bangladesh en Noord-Korea onderhouden, voornamelijk ten behoeve van Zuid-Koreaanse bezoekers en gastarbeiders.